# Leptogaster longifurcata
Leptogaster longifurcata là một loài ruồi trong họ Asilidae. Leptogaster longifurcata được Meijere miêu tả năm 1914. Loài này phân bố ở miền Ấn Độ - Mã Lai.